# Foreign Military Sales

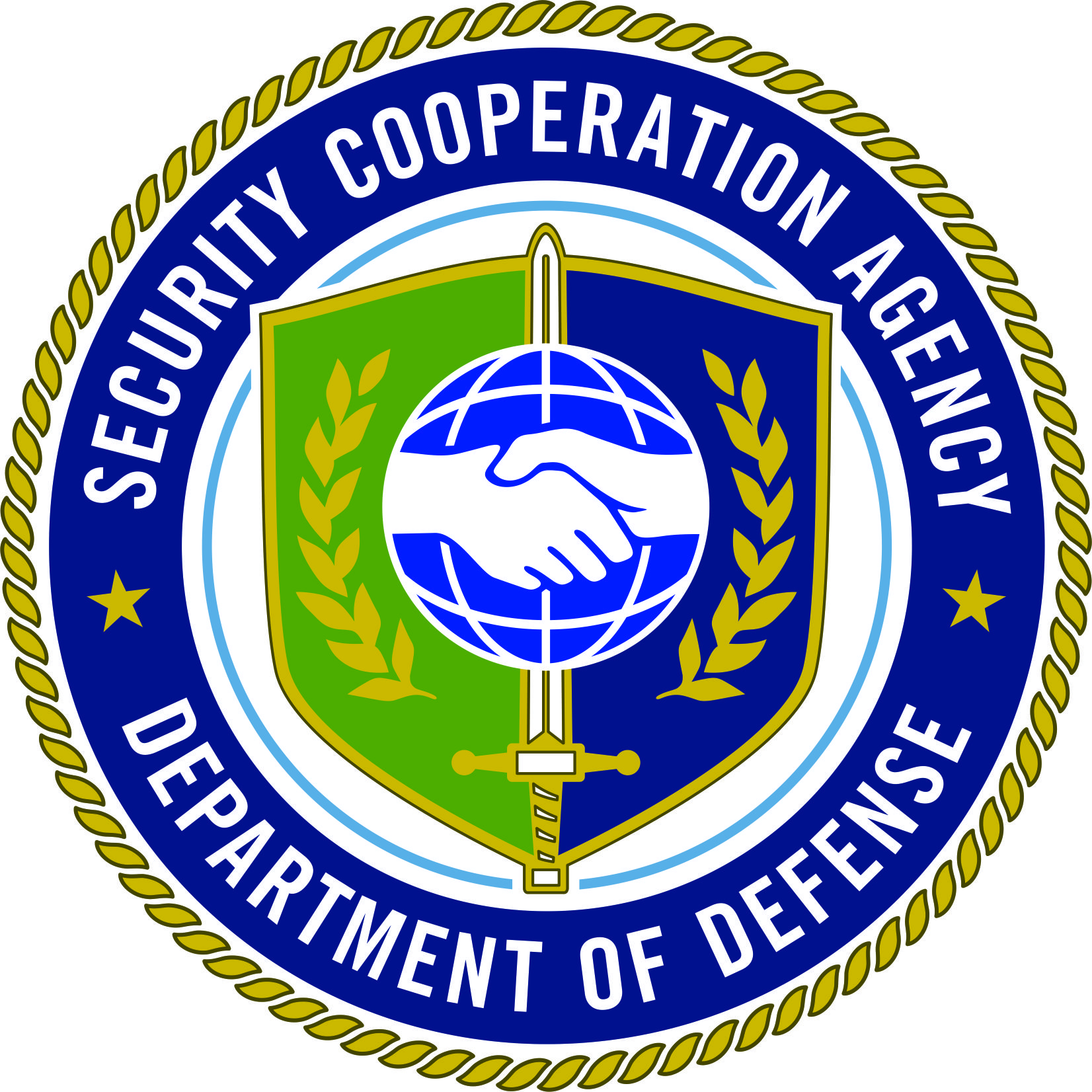
sello del programa

El Foreign Military Sales (en español: Ventas Militares Extranjeras; FMS) es un programa del Departamento de Defensa de los Estados Unidos para facilitar la venta de armas, equipamiento de defensa, servicios de defensa y entrenamiento militar a otros países por parte de Estados Unidos. El comprador no trata directamente con el contratista de defensa; en cambio, la Agencia de Cooperación para la Seguridad de la Defensa sirve como un intermediario, generalmente manejando la adquisición, logística y entrega y, a menudo, proporciona soporte de producto, capacitación y construcción de infraestructura (tales como hangares, pistas, utilidades, etcétera). La Agencia de Gestión de Contratos de Defensa a menudo acepta equipo FMS en nombre del gobierno federal de los Estados Unidos.
FMS se basa en los países que están autorizados a participar, los casos como el mecanismo para obtener servicios, y un depósito en un Fondo Fiduciario de EE. UU. o el crédito adecuado y la aprobación para financiar los servicios.
Algunos programas de FMS de la Fuerza Aérea de los Estados Unidos (USAF por sus siglas en inglés) se le asignan dos nombres de código de la palabra que comienzan con la palabra PAZ en inglés (PEACE), indicando la supervisión por la jefatura de la USAF. La segunda palabra en estos nombres de código se elige a menudo para reflejar alguna faceta del cliente, como MARBLE para Israel o ONYX para Turquía. Los nombres de los códigos aparecen en mayúsculas.